# 無整流子電動機

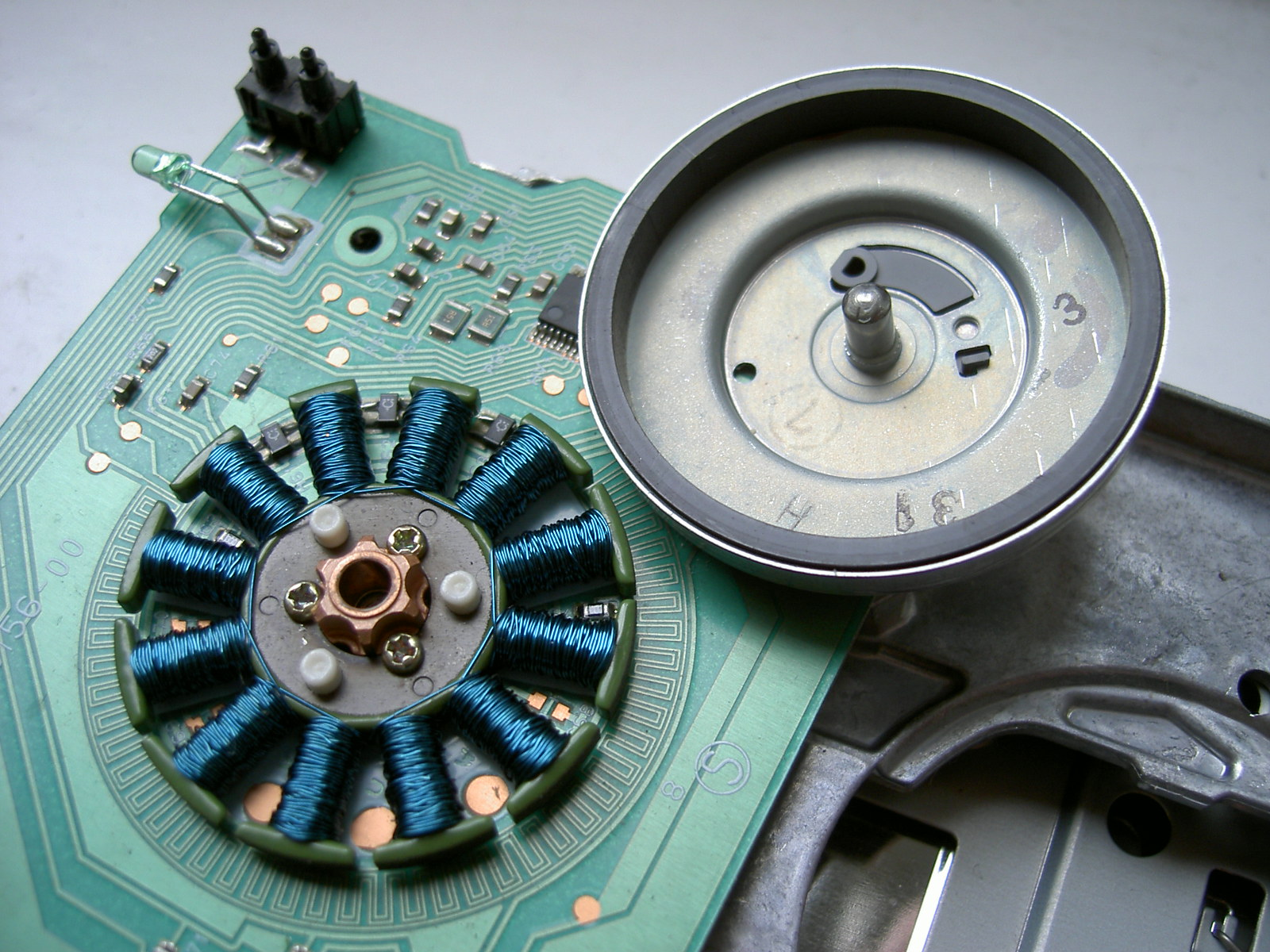
フロッピーディスクドライブのモータを分解した状態、右が回転子

無整流子電動機（むせいりゅうしでんどうき、英語: brushless direct current motor）は、直流整流子電動機の整流子を除き、制御・駆動用の電源回路を組み込んだ直流電動機である。DC/AC変換回路（インバータ）を付けた永久磁石同期電動機（PMSM）ともいえる。
ブラシレス直流電動機、ブラシレスDCモータ、BLDCモータ、DCブラシレスモータ、電子整流式モーター（ECMモーターまたはECモーター）や同期式DCモーターとも言う。販売促進や宣伝など一般向けに「DCモーター」と言う場合は多くの場合、無整流子電動機を指す。

## 概要

### ブラシ付モーターとの比較
| 名称           | 回転子   | 固定子             | 制御機構       | 固定子位置検出 | 起動     | 速度調整        | 正転逆転           | 制御性 | 摩耗部品 | 振動音       | 電気的ノイズ | 効率 | 価格           |
| -------------- | -------- | ------------------ | -------------- | -------------- | -------- | --------------- | ------------------ | ------ | -------- | ------------ | ------------ | ---- | -------------- |
| 無整流子電動機 | 永久磁石 | 巻線               | 転流回路       | 必要           | 制御必要 | 電圧/周波数比例 | 制御順番を逆にする | 良     | なし     | 静かで低振動 | 電源回路     | 良   | 制御回路が高価 |
| 整流子電動機   | 巻線     | 永久磁石または巻線 | 整流子、ブラシ | 不要           | 容易     | 電圧比例        | 極性逆転           | 良     | ブラシ   |              | ブラシ       | 良   | 安価           |

整流子電動機は、電圧を変えることで可変速運転ができ、小型化が可能で比較的安価である。しかし、回転する整流子とブラシで回転子巻線へ電力を供給し、転流する必要がある。ブラシは摩耗による寿命があり、大型モータではブラシの点検や交換といった保守が必要であり、小型でブラシ交換が出来ない場合は、ブラシ寿命がモータの寿命となる。
これに対してブラシレスDCモーターでは、回転子側は永久磁石であり、電力を供給する必要がない。巻線回路は固定子側にあり、電子式の閉ループ制御装置で転流を行う。具体的には、直流電流パルスの位相と振幅を調整して、空間内で回転する磁界を発生させ、永久磁石の回転子の速度とトルクを制御する。これにはタイミングの検出が必要なので、回転子の磁極の角度をホール素子などで検出する。スイッチングの素子には、トランジスタ、FET、IGBTが使用される。

### 用途
高速、高効率で小型で大きな出力を得られ、速度（回転数）とトルクをほぼ瞬時に制御できる、保守部品がない、といった特徴から幅広い用途で使用されている。
コンピュータ関係では冷却ファンやフロッピーディスク、HDD、CD-ROM装置、プリンターなどに使われている。
家電関係では扇風機や掃除機、ビデオテープレコーダのヘッド用、電動工具として使用されている。最新の洗濯機では、ゴムベルトやギアボックスの代わりにこのモーターをダイレクトドライブすることもある。
トヨタ・プリウス、ホンダ・インサイトなどのハイブリッドカー用モーター、シーメンス製の新交通システムなどに大型のものが使われる。
近年はRCカーにおいてもブラシ付きモーターに代わって使用されている。

## 特徴

ファンモータのモータ部拡大（4スロット、矩形波駆動)

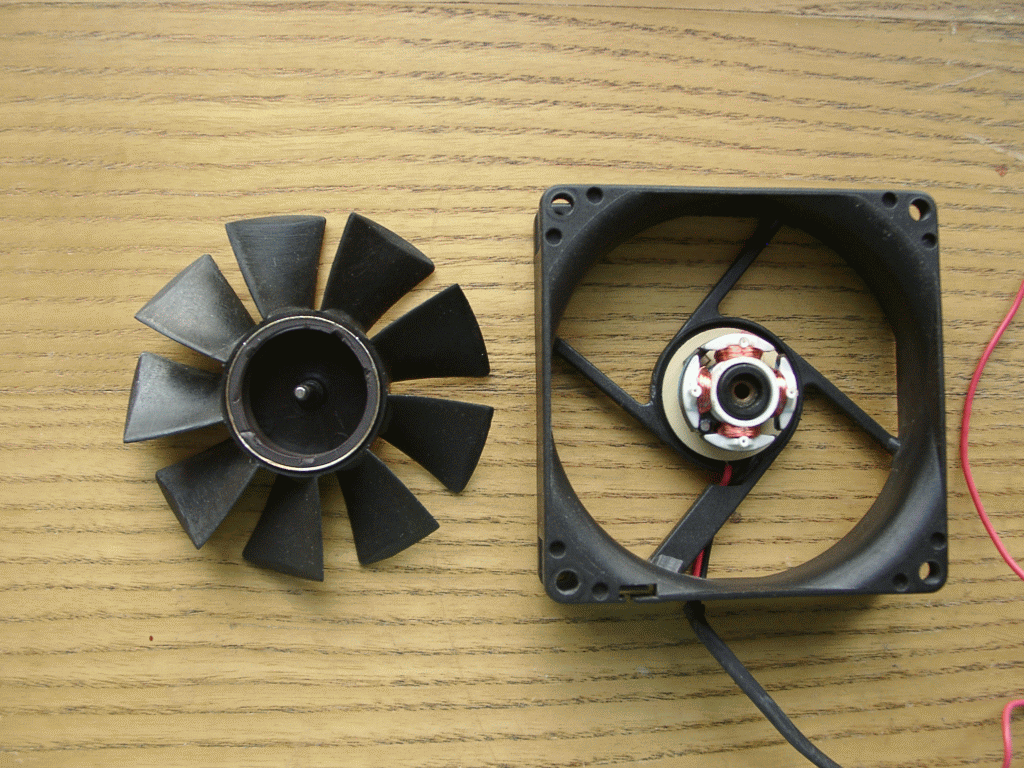
ファンモータのブラシレスDCモーター（アウターローター構造）

### 長所
- 整流子・ブラシが無く、その保守が不要で寿命が長い。
- ブラシ磨耗粉による外部への汚染がない。
- 接触部品がないため高速運転が可能である。

### 短所
- 電子回路を内蔵するため、周囲温度などの耐環境性能は電子部品に左右される。電子回路側が壊れることで電動機の寿命とすることも多い。
- スイッチング素子のスイッチング時にノイズが発生したり、そのノイズが音となることがある。ノイズ対策が必要な用途の場合は対策用の部品が必要になる。
- ブラシ付直流電動機に比べると高価である。特に電流が大きい場合、スイッチング用半導体素子が高価である。

## 特性
電流とトルクや、電圧と回転数が比例関係である点など直流電動機と同じ特性を持っている。また、起動トルクが高く、速度制御も電圧変更で容易に行うことが出来る。電子回路を使用しているため、プラスとマイナスを逆に接続しても逆回転しない。マイクロコントローラと組み合わせることにより意図的に低速域でのトルクを高めたり、用途に応じて出力特性を一定の範囲内で任意に設定する事もできる。

## 分類

### 構造による分類
回転子の形状により、以下のように分類される。
インナーローター
内側にローターがあるタイプ。慣性が小さいため、回転速度を変化させる用途（走行用モーターなど）に適する。
アウターローター
外側にローターがあるタイプ。慣性が大きいため、一定速度で回転させる用途（ディスクドライブや冷却ファンなど）に適する。
アキシャルギャップ
ローターとステーターが軸方向（アキシャル、axial）に並ぶタイプ。

### 駆動電流による分類
矩形波駆動方式
矩形波交流駆動に最適化された電機子巻線を使用したものである。制御回路が単純で、回転子（ロータ）回転角度の検出も磁極切り替え部の検出のみである。
正弦波駆動方式
ロータの回転に合わせて適切な正弦波波形をモータ部に供給する回路を備えたもの。矩形波駆動よりも低騒音かつ高効率にすることが可能であるが、より細かい回転角度検出が必要となる。

### 相数による分類
正逆回転を行う場合は、基本的に三相駆動が必要となる。正逆転回転が必要でない用途では、単相または二相での駆動が可能である。半波駆動の場合は、回路を単純にできるが、モータの効率が低下する。
- 単相全波
- 二相半波/全波
- 三相半波/全波

### 磁極検出による分類
ローターの角度に合わせてスイッチングを行うため、ローターの回転角度を検出する装置が必要となる。
- ホール素子方式（ホールモータとも呼ばれる）
- ロータリエンコーダ方式（ACサーボモータなど）
- センサレス方式
- VRレゾルバ方式（トヨタがプリウスに採用）

## 歴史
整流子の代わりに電子回路を使用するという研究は、1930年代からサイラトロンを使用して始められていた。1960年代にはサイリスタやトランジスタを使用した実用的な無整流子電動機が販売されるようになった。

### 整流子の役割
ブラシ付きDCモーターは19世紀に発明され、現在でも一般的に使用されている。ブラシレスDCモーターは、1960年代の可動部のない電子部品の開発によって実現した。
電気モーターは、ローター（回転部）とステーター（固定部）の磁界をズラすことでトルクを発生させる。磁石の片方または両方は、鉄心に線を巻いた電磁石である。
巻線に直流を流すと磁界が発生し、これがモーターを動かす動力となる。
ずれが生じるとトルクが発生し、磁界を再調整しようとする。
ローターが動いて磁界が整うと、ずれを維持してトルクと動きを継続させるためには、ローターまたはステーターのどちらかの磁界を動かす必要がある。
回転子の位置に応じて界磁を動かす装置を整流子という。

### ブラシ整流子
ブラシ付きモーターでは、モーターの軸にある整流子と呼ばれる回転式のスイッチでこれを行う。整流子は、回転する円柱をローター上の複数の金属製の接点セグメントに分割したものである。
セグメントはローター上の導体巻線に接続されている。
ブラシと呼ばれる2つ以上の静止した接点は、グラファイトのような柔らかい導体でできており、ローターの回転に合わせて連続したセグメントと摺動電気的に接触しながら整流子に押し付けられる。
ブラシは、巻線に選択的に電流を供給する。ローターが回転すると、整流子が異なる巻線を選択し、その巻線に方向性のある電流を流すことで、ローターの磁界がステーターとずれたままとなり、一方向のトルクが発生する。

### 整流子の短所
- 回転する整流子セグメントに沿ってブラシが滑ることによる摩擦で、低出力のモーターでは大きな電力損失が発生する。
- 柔らかいブラシ素材が摩擦で摩耗する。粉塵が発生し、最終的にはブラシを交換しなければならない。整流子付モーターは、ハードディスクモーターのような低発塵性の用途や密閉性の高い用途、メンテナンスフリーを必要とする用途には適さない。
- 摺動するブラシ接点の電気抵抗により、ブラシドロップと呼ばれるモーター回路の電圧降下が発生し、エネルギーロスがある。
- 巻線のインダクタンスを介して電流が急激に切り替わることが繰り返されると、整流子の接点で火花が発生する。爆発性雰囲気の中では火災の原因、電子ノイズの発生源となって、近くにあるマイクロエレクトロニクス回路に電磁干渉を引き起こすことがある。

この100年の間に、かつて産業界の主流であった高出力の直流ブラシ付きモーターは、交流（AC）同期電動機に取って代わられた。
現在ではブラシ付モーターは、低消費電力の用途や、直流しか利用できない場所でのみ使用されているが、上記のような欠点があるため、これらの用途でも使用が制限されている。

### ブラシレス化
ブラシレスDCモーターは、機械的な整流子の接点に代わる電子サーボシステムである。 電子センサーがローターの角度を検出し、トランジスタなどの半導体スイッチを制御して巻線に流れる電流を切り替え、電磁石が一方向にトルクを発生するように適切な角度で電流の方向を反転させたり、一部のモーターでは電流を切ったりする。ブラシレスモータは摺動面がないため、摩擦が少なく長寿命であり、その寿命はベアリングの寿命によって決まる。
ブラシ付DCモーターは、静止時に最大トルクを発揮し、速度が上がると直線的に減少する。 一方ブラシレスモータでは、高効率で機械的摩耗の影響を受けにくいという利点がある。
ブラシレスモータは、高効率で機械的摩耗が少ないなどの利点があるが、制御機器は複雑で耐久性が低く、高価になる。
ブラシレスモータは、固定された電機子の周りを永久磁石が回転するため、可動部への電流供給が不要となりそれに伴う問題が発生しない。
モーターの回転を維持するための巻線への電流供給と位相の継続的に切り替えは、ブラシ付DCモーターの場合は整流子アセンブリが行っていたが、ブラシレスモータではソリッドステート回路が行う。
ブラシレスモータは、ブラシ付DCモーターと比較して、高トルク・重量比、ワット当たりのトルクを向上させる高効率化、信頼性の向上、騒音の低減、ブラシや整流子の腐食による長寿命化、整流子からのイオン化スパークの排除、電磁干渉（EMI）の全体的な低減などのメリットがある。
ローター上に巻線がないため遠心力を受けることがなく、巻線が筐体に支えられているため、熱伝導で冷却される。
モーター内部に冷却用の空気の流れが不要となるため、モーター内部を完全に密閉することがき、汚れや異物を防ぐことができる。
ブラシレスモータの最大出力は、熱によって制限される。
ブラシレスタイプのDCモーターが採用される環境や要件としては、メンテナンスフリー、高速回転、火花が危険な環境（爆発性環境）や電子的に敏感な機器に影響を与える可能性などが挙げられる。

#### 効率
電気を機械的な力に変換する際、ブラシレスモータはブラシ付モーターよりも効率が良い。これは主に、ブラシがないことで摩擦による機械的エネルギーの損失が少なくなるためである。
ブラシレスモータの効率は、モーターの性能曲線の無負荷領域と低負荷領域で最大となる。

#### 速度制御
ブラシレスモータの整流は、マイクロコントローラを使ったソフトウェア、アナログ回路やデジタル回路でも実現できる。
ブラシの代わりに電子回路で整流することで、ブラシ付DCモーターにはない柔軟性と機能を実現している。
速度制限、マイクロステップによる緩急制御、静止時の保持トルクなどが可能である。
コントローラーのソフトウェアは、使用するモーターに合わせてカスタマイズすることができ、整流効率を高めることができる。

#### ステッピングモーターとの比較
ブラシレスモータの構造はステッピングモーターに似ているが、実装方法や操作方法に違いがある。
ステッピングモーターはローターが一定の角度で停止していることが多いが、ブラシレスモータは通常、連続的に回転させることを目的としている。
どちらのタイプのモーターにも、内部フィードバック用のローター位置センサーが付いている場合がある。
ステッピングモーターもブラシレスモータも、設計が良ければゼロ回転でも一定のトルクを維持できる。